# Tanytarsus kikuchii
Tanytarsus kikuchii är en tvåvingeart som beskrevs av Sasa, Kawaii och Shun-Ichi Ueno 1988. Tanytarsus kikuchii ingår i släktet Tanytarsus och familjen fjädermyggor. Inga underarter finns listade i Catalogue of Life.